# Plesionika martia
Plesionika martia är en kräftdjursart som först beskrevs av Alphonse Milne-Edwards 1883.  Plesionika martia ingår i släktet Plesionika och familjen Pandalidae. Inga underarter finns listade i Catalogue of Life.